# Helen Walsh (danseuse)
Pour les articles homonymes, voir Helen Walsh (homonymie) et Walsh.
Helen Walsh (1908-1931) est une showgirl, danseuse de revue américaine, Ziegfeld Girl.

## Biographie
Helen commence à travailler dans un grand magasin pour aider sa mère. Elle rencontre l'actrice Marilyn Miller qui l'encourage à se lancer dans le show business. En 1928, elle joue dans la comédie musicale de Broadway Whoopee en décembre avec Eddie Cantor ,. Elle apparait  dans Simple Simon en février 1930,, dans Smiles en novembre 1930,. Elle rejoint The Follies Girl of 1931.
En juillet 1931, Helen Walsh, ses collègues Ziegfeld Girl : Virginia Biddle, Gladys Glad et son mari Mark Hellinger et un groupe d'amis se détendent sur le yacht de Harry Richman au large de Greenport, Long Island, lorsque le moteur explose. Helen Walsh, gravement brûlée, décède quelques jours plus tard des suites de ses blessures,,,.
Le 11 août 1931, une représentation commémorative des Ziegfeld Follies est donnée, tous les bénéfices sont reversés à la mère d'Helen, Margaret Walsh.